# 大熊インターチェンジ
大熊インターチェンジ（おおくまインターチェンジ）は、福島県双葉郡大熊町野上秋葉台にある、常磐自動車道のインターチェンジ（地域活性化インターチェンジ）。

## 道路
- E6 常磐自動車道（20-1番）

## 接続する道路
- 大熊町道西20号線

## 沿革
- 2015年（平成27年）6月12日 : 国土交通省より追加インターチェンジとして連結許可が下りる[1]。
- 2017年（平成29年）6月17日 : 着工[2]。
- 2018年（平成30年）6月8日 : IC名称が「大熊IC」で正式決定[3]。
- 2019年（平成31年）3月31日 : 供用開始[4][5]。この時点では二輪車は当IC通行禁止であった[6][7]。
- 2021年（令和3年）11月30日 : 当ICの二輪車の通行が可能になる[8][9]。

## 周辺
- 大野駅（JR東日本・常磐線）
- 東京電力福島第一原子力発電所

## 料金所
料金所は終日無人のため、一般レーンを利用する場合は自動精算機にて精算することとなる。
- ブース数：4

### 入口
- ブース数：2
  - ETC専用：1
  - 一般：1

### 出口
- ブース数：2
  - ETC専用：1
  - 一般：1

## 隣
E6 常磐自動車道
(20)常磐富岡IC - (20-1)大熊IC - (20-2)常磐双葉IC